# Mike Connors
Mike Connors, Michael William Connors, właśc. Krekor Ohanian (ur. 15 sierpnia 1925 we Fresno, zm. 26 stycznia 2017 w Los Angeles) – amerykański aktor telewizyjny i filmowy, występował jako detektyw Joe Mannix w serialu CBS Mannix (1967–1975).

## Filmografia

### Filmy fabularne
- 1952: Sudden Fear jako młody Kearney
- 1953: The 49th Man jako porucznik Magrew
- 1953: Sky Commando jako porucznik Hobson Lee
- 1953: Island in the Sky jako Gainer
- 1954: Day of Triumph jako Andrew
- 1955: Swamp Women jako Bob Matthews
- 1955: Five Guns West jako Hale Clinton
- 1955: The Twinkle in God’s Eye jako Lou
- 1955: Dzień końca świata (Day the World Ended) jako Tony Lamont
- 1956: Jaguar jako Marty Lang
- 1956: The Oklahoma Woman jako Tom Blake
- 1956: Dziesięcioro przykazań jako pasterz Amalekite
- 1956: Shake, Rattle & Rock! jako Garry Nelson
- 1956: Flesh and the Spur jako Stacy Tanner
- 1957: Voodoo Woman jako Ted Bronson
- 1958: Suicide Battalion jako major Matt McCormack
- 1958: Żyj szybko, umieraj młodo (Live Fast, Die Young) jako Rick
- 1960: The Dalton That Got Away jako Russ Dalton
- 1964: Panic Button jako Frank Pagano
- 1964: Zamieńmy się mężami (Good Neighbor Sam) jako Howard Ebbets
- 1964: Dokąd poszła miłość (Where Love Has Gone) jako major Luke Miller
- 1965: Harlow jako Jack Harrison
- 1965: Sytuacja beznadziejna… ale niezbyt poważna (Situation Hopeless… But Not Serious) jako sierżant Lucky Finder
- 1966: Ringo Kid (Stagecoach) jako Hatfield
- 1966: Se tutte le donne del mondo jako Kelly
- 1979: Ekspres pod lawiną jako Haller
- 1979: The Death of Ocean View Park (TV) jako Sam Jackson
- 1980: Mordercza noc jako Wendell Atwell
- 1985: Zdławiony krzyk (Too Scared to Scream) jako porucznik Alex Dinardo
- 1989: Pięści zemsty (Fist Fighte) jako Billy Vance
- 1993: Powrót państwa Hart (Hart to Hart: Hart to Hart Returns; TV) jako Bill McDowell
- 1994: Ciudad Baja jako Steve
- 1997: James Dean: Wyścig z przeznaczeniem (James Dean: Race with Destiny; TV) jako Jack Warner
- 1999: Gideon jako Harland Greer
- 2000: Niesamowite przygody Super Dave’a (The Extreme Adventures of Super Dave) jako Osborne
- 2003: Nikt nic nie wie (Nobody Knows Anything!) jako Joe Mannix

### Seriale TV
- 1956: Przygody Jima Bowie (The Adventures of Jim Bowie, odc. „Broomstick Wedding”) jako Rafe
- 1957: The Silent Service (odc. „The Ordeal of the S-38”) jako Don Melhop
- 1959–60: Tightrope! jako pozostały agent
- 1962: Nietykalni jako Eddie O’Gara
- 1967–75: Mannix jako Joe Mannix
- 1981–82: Today’s FBI jako Ben Slater
- 1988: Wojna i pamięć jako pułkownik Harrison „Hack” Peters
- 1998: Strażnik Teksasu (odc. „Code of the West”) jako sędzia McSpadden
- 2007: Dwóch i pół (odc. „Prostitutes and Gelato”) jako Hugo